# 아이리시 테리어

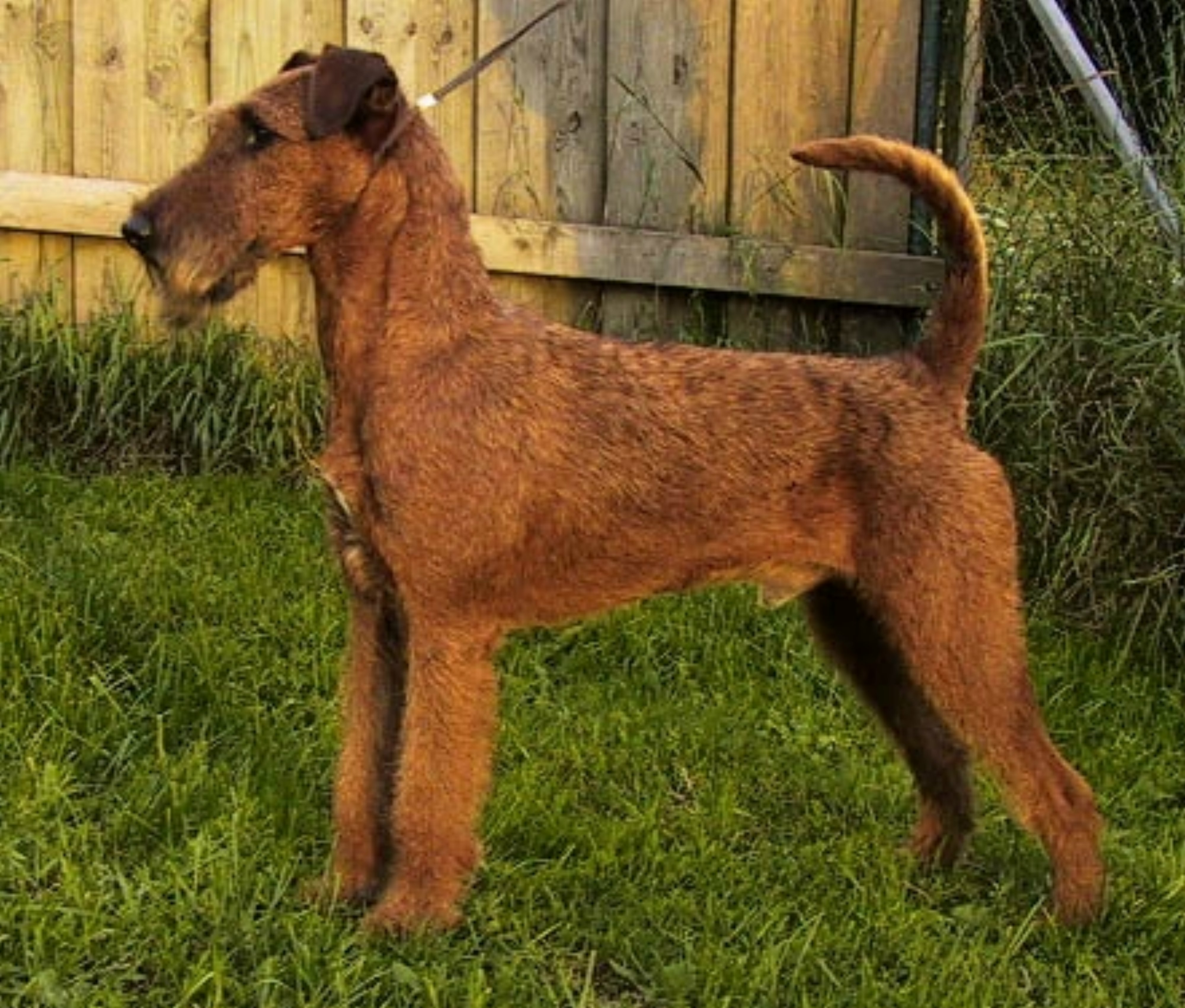
아이리시 테리어

아이리시 테리어(Irish Terrier)는 아일랜드에 있는 개로, 중형의 털이 억센 적갈색을 띈다.

## 사진 갤러리

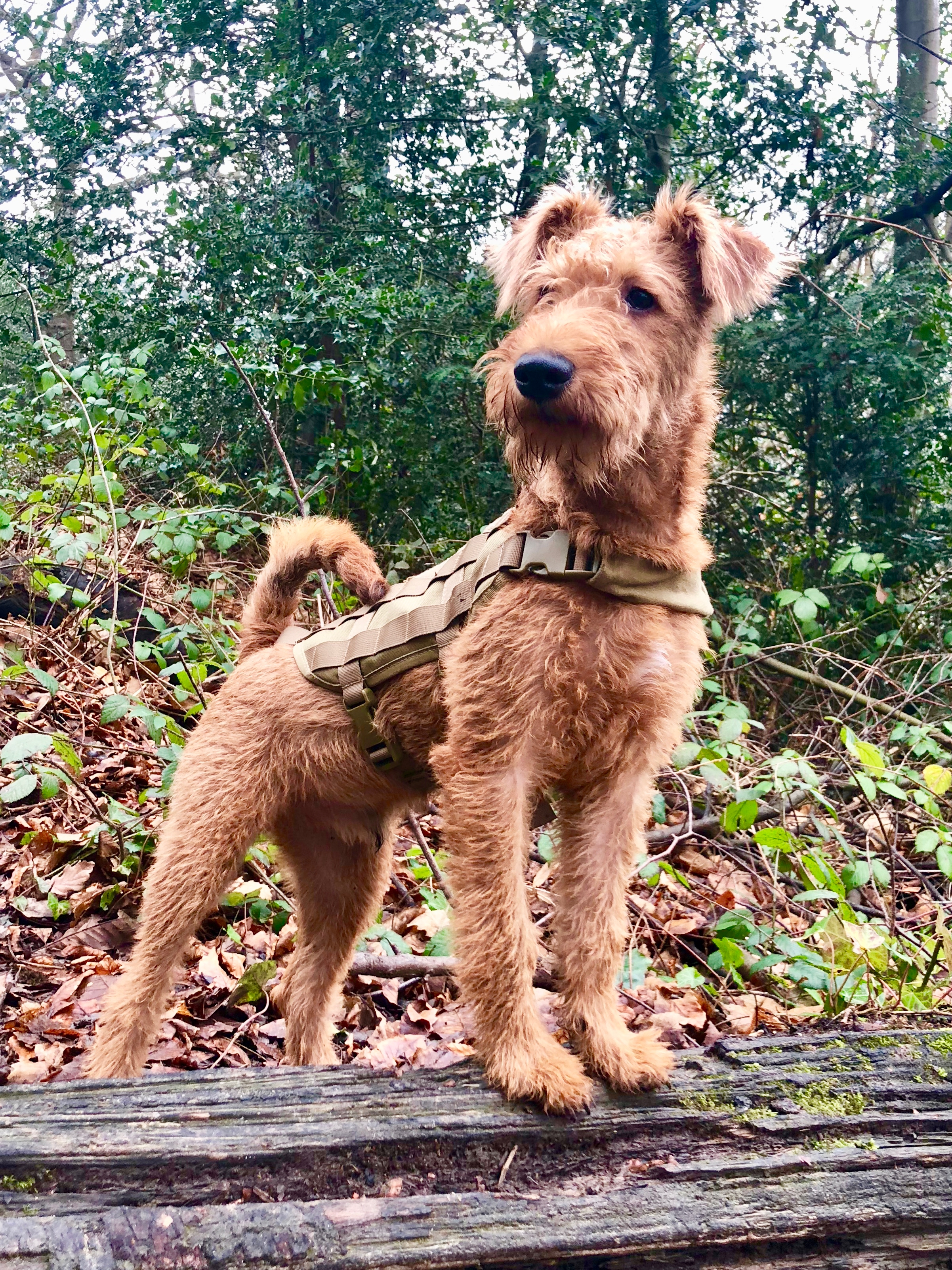
아이리시 테리어
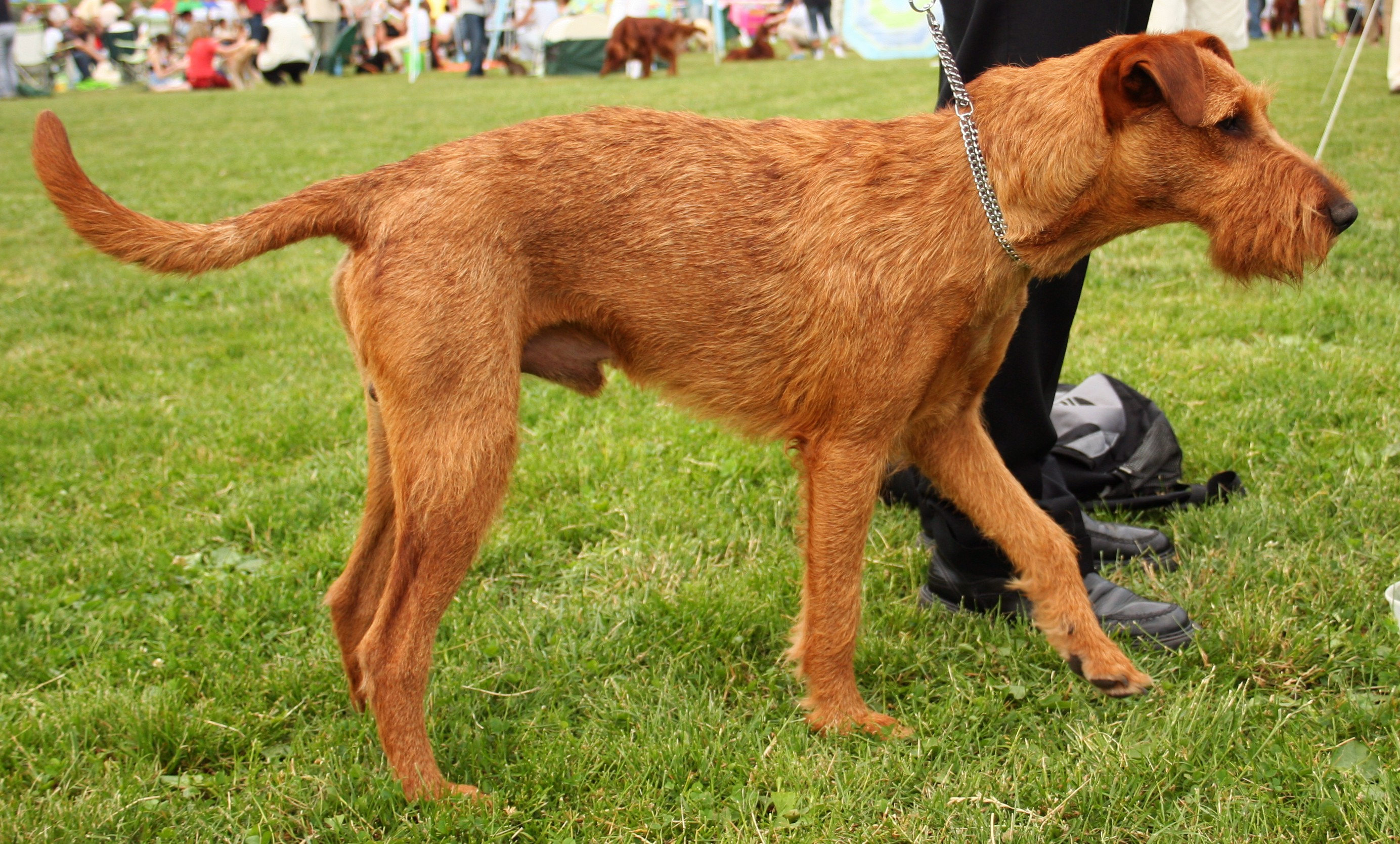
아이리시 테리어
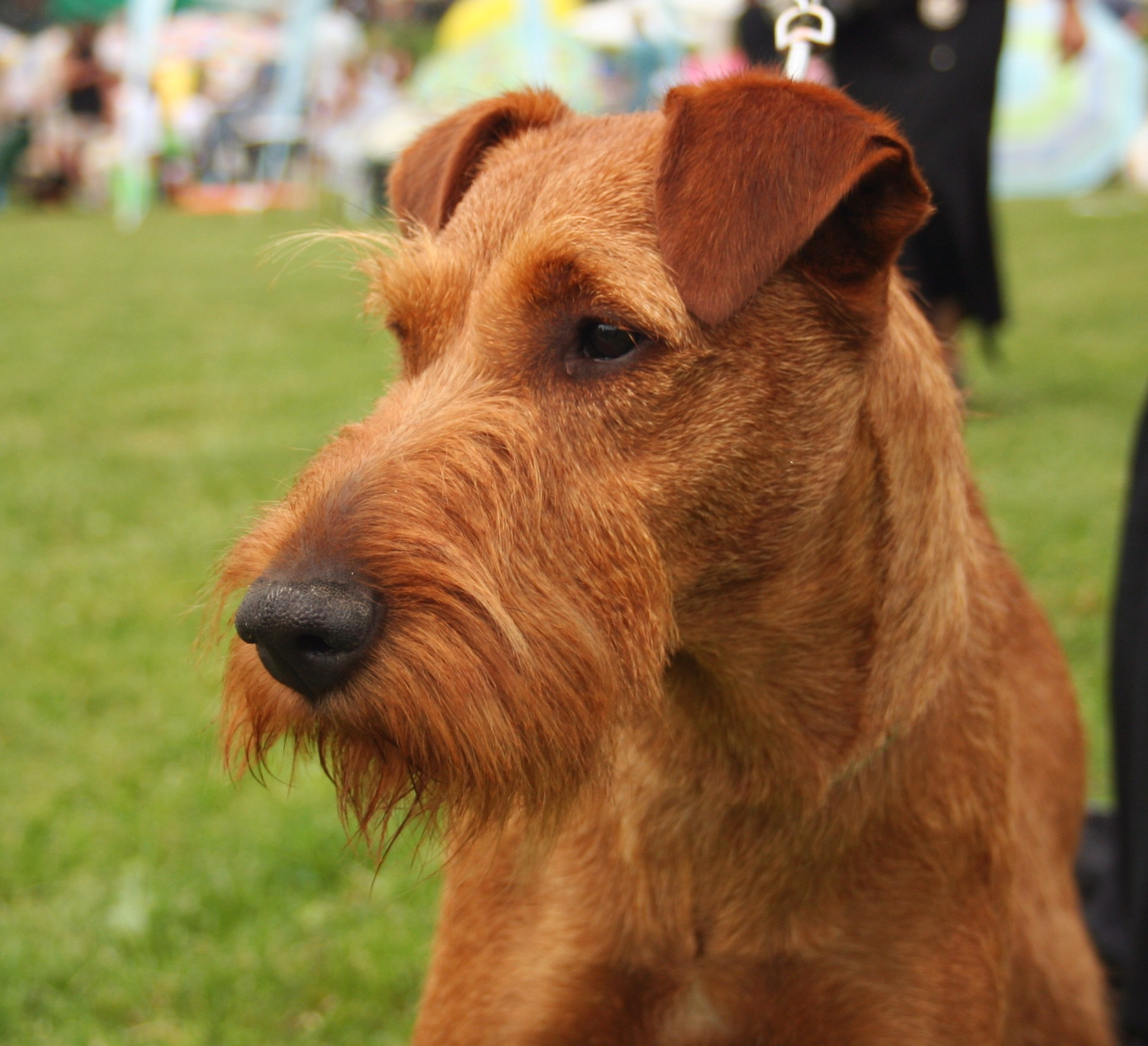
아이리시 테리어
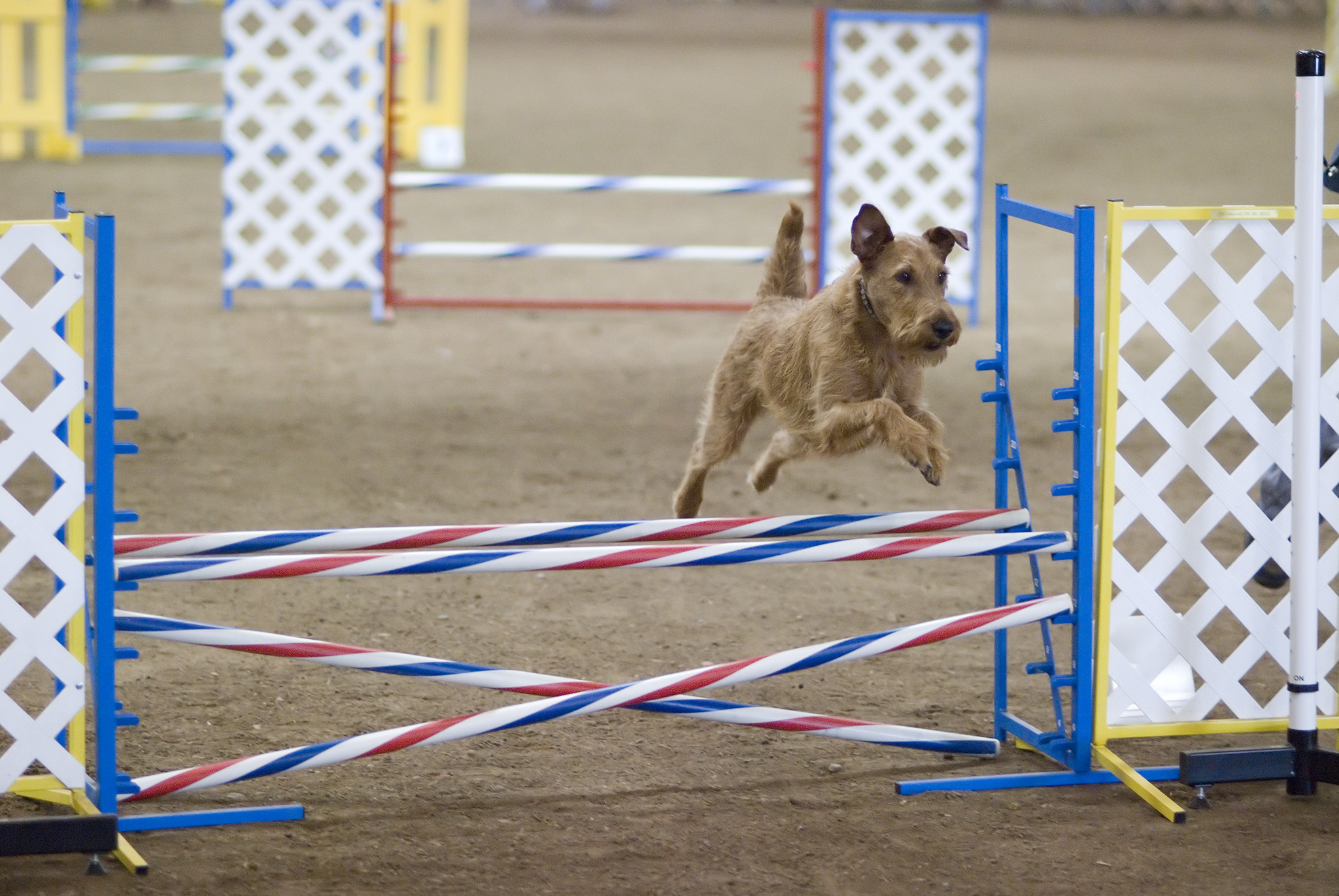
능숙한 도약
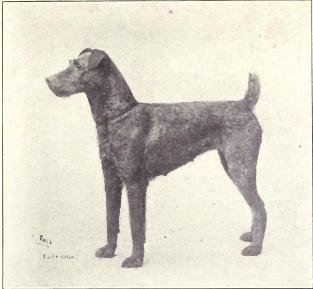
1915년경 아일랜드 테리어
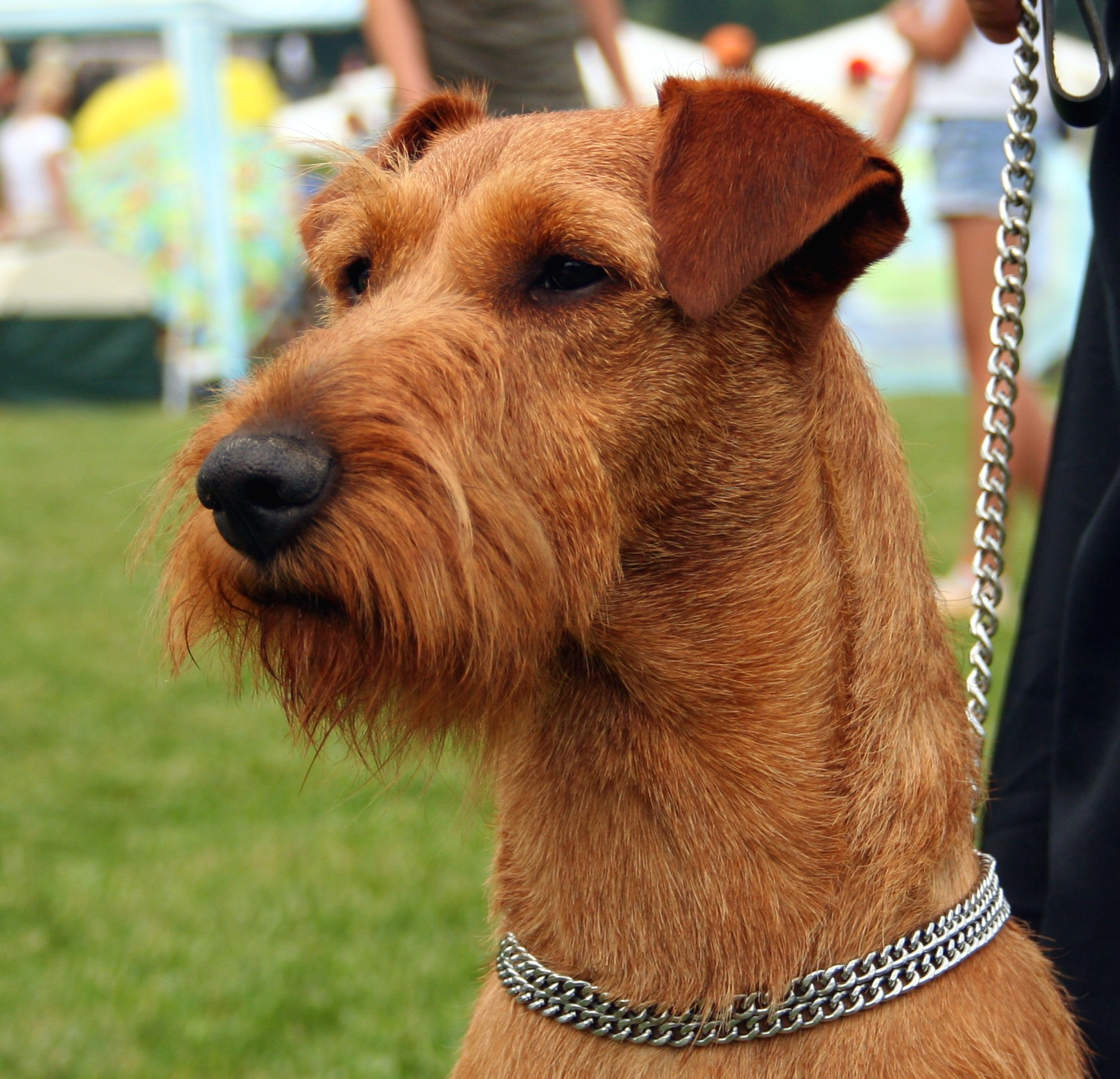
아이리시 테리어
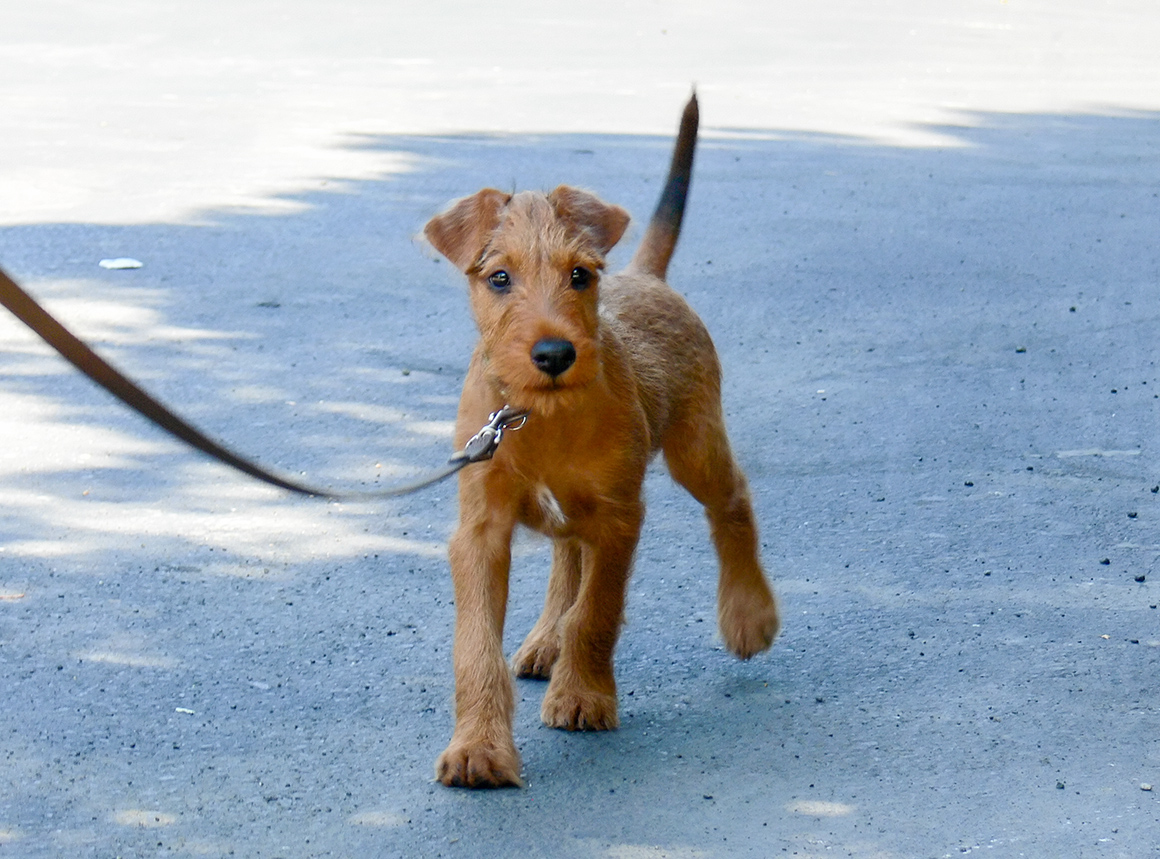
영 아일랜드 테리어